# Carla MacLeod
Carla MacLeod, född den 16 juni 1982 i Spruce Grove i Kanada, är en kanadensisk ishockeyspelare.
Hon tog OS-guld i damernas ishockeyturnering i samband med de olympiska ishockeytävlingarna 2006 i Turin och 2010 i Vancouver.